# 巴爾喀什

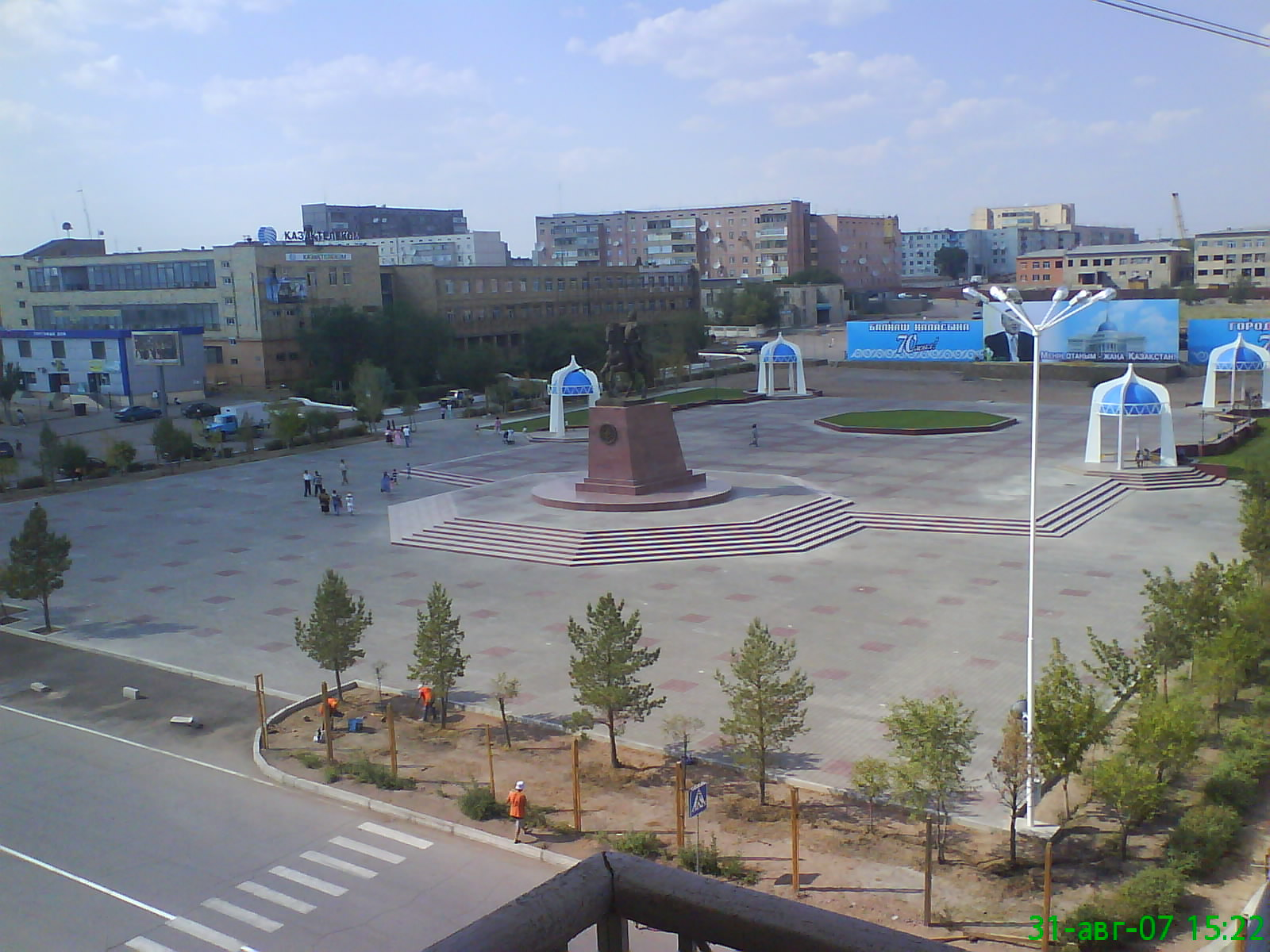
巴爾喀什

巴爾喀什是哈薩克的城市，由卡拉干達州負責管轄，位於該國東南部，始建於1937年，面積230平方公里，海拔高度440米，主要經濟活動是銅礦業，2010年人口69,665。

## 外部連結
- All info of Balkhash
- Unofficial site in Russian （页面存档备份，存于）
- Info page of BBC about Balkhash town, with picture material （页面存档备份，存于）